# Хуарес Сельман, Мигель
Миге́ль А́нхель Хуа́рес Се́льман (исп. Miguel Ángel Juárez Celman, 29 сентября 1844 — 14 апреля 1909) — аргентинский адвокат и политик. Президент Аргентины в 1886—1890 годах, один из инициаторов отделения церкви от государства в Аргентине.

## Биография
Родился и вырос в Кордове, где обучался в иезуитском колледже Монтсеррат. Изучал право и получил степень правоведа в 1869 году. Благодаря связям своей семьи рано вошел в политическую жизнь. Был избран в представительский орган родной провинции сразу после получения докторской степени. Возглавил движение за секуляризацию образования. Через два года был избран в Сенат Аргентины и в 1877 году стал его председателем. На этом посту пребывал до смерти губернатора Климасо де ла Пенья, в новом правительстве Антонио дель Висо он получил пост министра. Энергичная работа принесла ему пост губернатора провинции Кордова 17 мая 1880 года.

## Президент
Став сенатором в 1883 году, сблизился с президентом Аргентины Хулио Рока. Получил поддержку последнего во время выборов председателя Национальной автономинистской партии (НАП). Он выиграл на президентских выборах 1886 года, хотя и не обошлось без обвинений в фальсификации выборов, что отчасти было характерно для деятельности НАП. Вице-президентом был назначен Карлос Пеллегрини, бывший министр обороны в правительстве Рока.
Его президентство ознаменовано рядом скандалов. Особенно подозрительным Сельман стал после «Парковой революции», произошедшей в начале 1890 года. Так после матча по регби в Буэнос-Айресе был произведён арест игроков обеих команд, а также всех 2 500 зрителей, присутствовавших на матче. Полиция заподозрила, что этот матч всего лишь прикрытие для политического митинга.
Большинство наблюдателей ожидали, что правительство Сельмана станет марионеткой в руках бывшего президента страны Хулио Рока, и последний продолжит руководить политикой из-за кулис. Однако Сельман проявил независимость, взяв под полный контроль Автономинистскую партию, за что оппоненты назвали его unicato (авторитарист). Это в сочетании с экономической регрессией привело к формированию оппозиционной группы Гражданского союза Аргентины, из которой впоследствии возник Гражданский радикальный союз, который до настоящего времени занимает ведущее место в аргентинской политике. В 1890 году после очередного восстания (Парковой революции) Сельман был вынужден уйти в отставку, а место президента занял вице-президент Карлос Пеллегрини.
Похоронен на кладбище святого Иеронима в Кордове.